# Thursania aristarioides
Thursania aristarioides là một loài bướm đêm trong họ Noctuidae.